# Nicolás Gómez Dávila

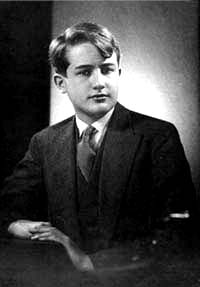
Nicolás Gómez Dávila 1930.

Nicolás Gómez Dávila, född 18 maj 1913 i Bogotá, Colombia, död 17 maj 1994 i Bogotá, var en konservativ eller reaktionär colombiansk författare, filosof och aforistiker. 
Dávila behandlade en lång rad ämnen, filosofiska och teologiska frågor, frågeställningar i litteratur, konst och estetik, historiefilosofi och historiebeskrivning. Han använde ett litterärt förfarande med kortfattade påståenden med stor känsla i fråga om stil och ton. Den litterära metod han utvecklade till perfektion kallade han glosan, eller skolien, vilket syftar på aforismer som han använde för att kommentera världen, särskilt i de fem volymerna av skolier till en implicit text (Escolios a un texto implícito, 1977; 1986; 1992) som han publicerade under 70- till 90-talet.
Han skapade “det reaktionära” som sin omisskännliga litterära maskering som han utvecklade till en distinkt slags tänkande om den moderna världen som sådan. I sina senare verk försökte han definiera det “reaktionära”, vilket han identifierade sig med på ett bejakande sätt genom att lokalisera sig bortom den traditionella uppdelningen i vänster och höger. På basis av den katolska traditionalismen influerad av Nietzsche och andras intellektuella redlighet kritiserade han moderniteten och såg sitt verk som en partisans verk för en “sanning som inte kommer att dö”.